# Pfarrkirche Schöller

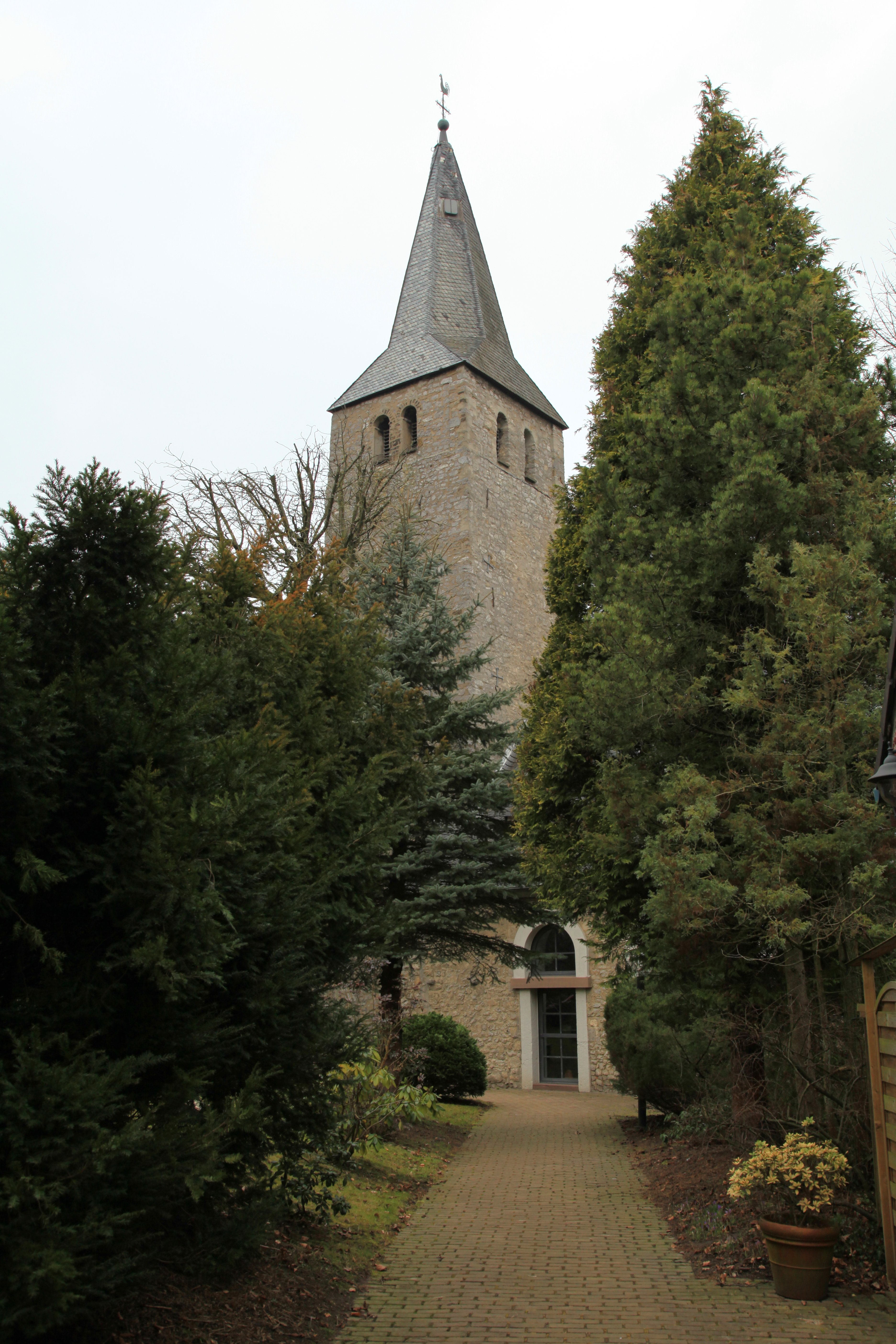
Die Pfarrkirche im umgebenden Kirchhof

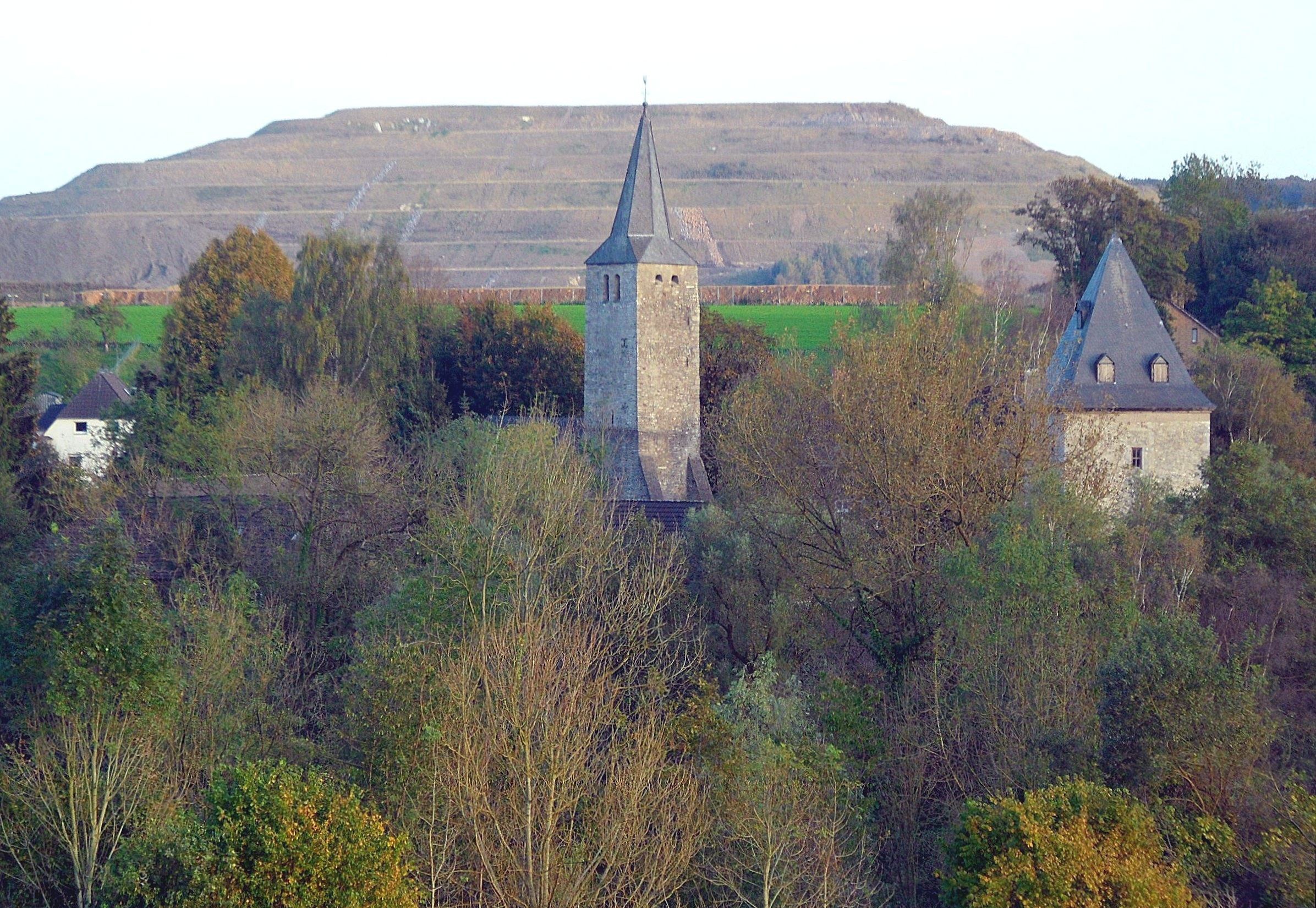
Ansicht von Norden mit dem Kalksteinbruch im Hintergrund

Die evangelische Pfarrkirche Schöller im Ortsteil Schöller des Stadtbezirks Vohwinkel ist als einzige erhaltene romanische Saalkirche die älteste Kirche im Wuppertaler Stadtgebiet.

## Geschichte
Über ihre Entstehung gibt es wenig gesicherte Daten. Sie entstand zunächst als Kapelle des Hofguts Schöller, das ein Lehen des Klosters Corvey war und durch die Familie von und zu Schöller bewirtschaftet wurde. Die Entstehung des Turms ist für das 12. Jahrhundert belegt, das heute bestehende Kirchenschiff stammt mit hoher Wahrscheinlichkeit ebenfalls aus romanischer Zeit, wurde aber nicht zusammen mit dem Turm errichtet. Die Kirche stand ursprünglich unter dem Patrozinium des Heiligen Vitus, der der Hausheilige des Klosters Corvey war, wo auch seine Reliquie aufbewahrt wurde. Das Hofgut Schöller wird erstmals 1182 erwähnt, 1360 erwähnt ein Florenz von Wevelinghoven eine parrochialis ecclesie in Scholere, also eine „Pfarrkirche Schöller“. Die Bildung der Pfarrei ging einher mit den Bestrebungen der Familie von Schöller, eine eigene Herrschaft über den Ort zu errichten, was im Jahre 1430 durch einen Vertrag mit Corvey besiegelt wurde, der der Familie die Rechte an den Einkünften aus dem umgebenden Gut garantierte. 

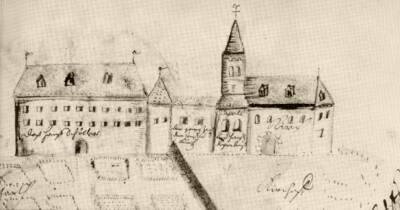
Hofgut und Pfarrkirche Schöller auf einer Zeichnung von 1671

Vermutlich am Ende des 15. Jahrhunderts wurde der Boden des Kirchenschiffs um etwa 70 cm angehoben, die Verbindung zum Turm zugemauert und ein Eingang in der Südfassade geschaffen. Bereits 1530 hielt die Reformation in Schöller Einzug. Als Zeit für die Erbauung des Chores wird das späte 17. Jahrhundert angenommen. In diese Zeit fallen vermutlich auch weitere Umbauten, so Vergrößerungen der Fenster, der Einbau der noch bestehenden Westempore, möglicherweise auch der Einbau des hölzernen Tonnengewölbes, das eine Flachdecke ersetzte. Ein ursprünglicher Verbindungstrakt mit dem Gut wurde im 18. Jahrhundert abgebrochen und der Turm mit Strebepfeilern gesichert. Weitere Umbauten wurden im Jahr 1900 durch den Elberfelder Architekten Adolf Cornehls durchgeführt, der unter anderem eine Wandverkleidung ins Schiff einbaute, eine neue Orgel im Dach über dem Chor platzierte, ein Rundfenster im Chor in die Wand brechen und die Fenster des Kirchenschiffs neu verglasen ließ. Ein erneuter Umbau im Jahre 1970 schloss den südlichen Eingang wieder und stellte den ursprünglichen Haupteingang durch die Öffnung des Turms zum Kirchsaal wieder her. Der Boden wurde wieder auf das annähernd ursprüngliche Niveau abgesenkt, die Mauerflächen der Innenwände wieder freigelegt. Weitere Renovierungsarbeiten 1993 sicherten die Substanz des Gebäudes.

## Beschreibung

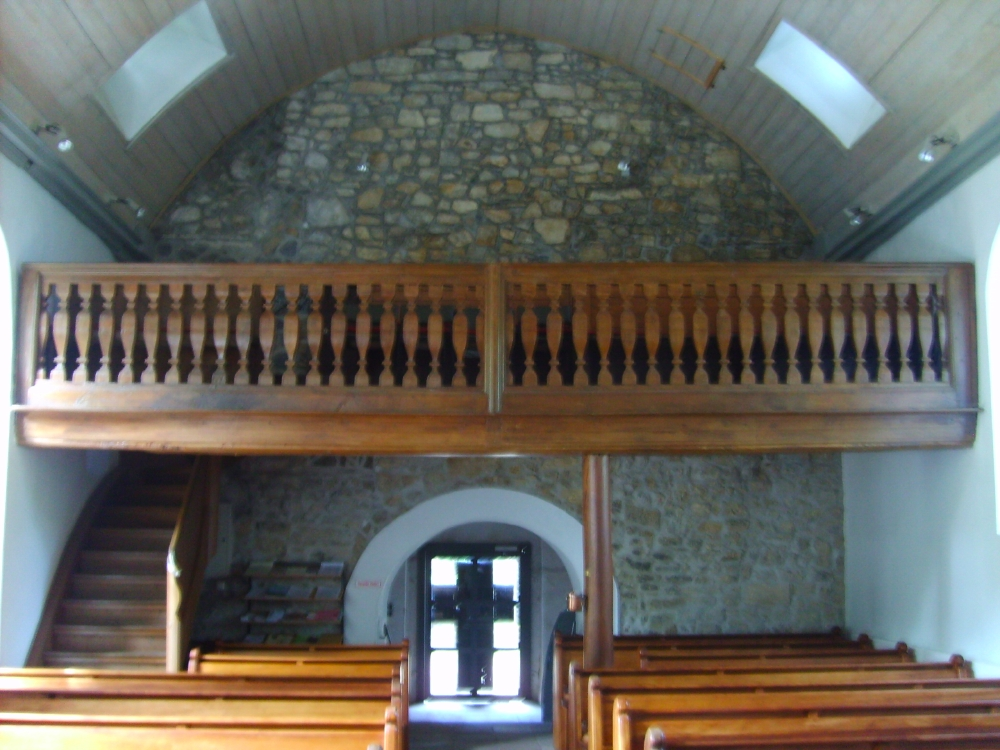
Westempore und Blick auf den Eingang

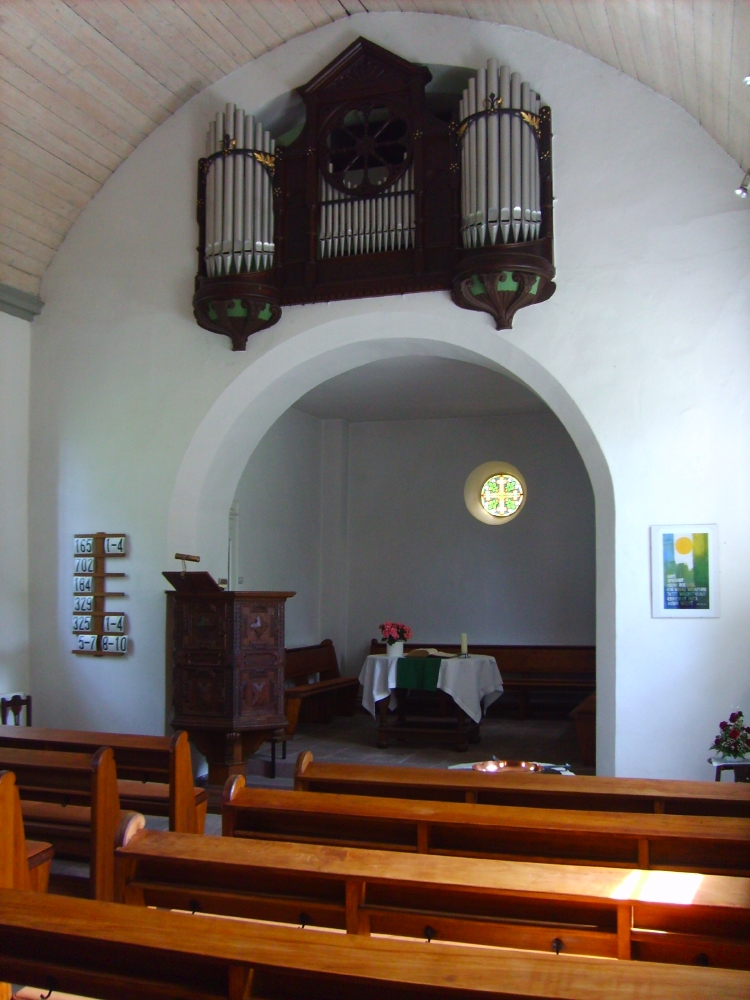
Blick auf den Chor mit der Orgel

Die Pfarrkirche Schöller ist exakt nach Osten ausgerichtet und liegt auf einer Erhebung südlich der hier vorbeifließenden Düssel. Sie ist von einem Kirchhof umgeben, auf dem sich zahlreiche alte Grabsteine und -platten erhalten haben, die teilweise aus der Kirche stammen. Als Baumaterial diente einheimischer Kalk-Bruchstein, der möglicherweise aus dem nahe gelegenen Ortsteil Hahnenfurth stammt. Das Gebäude ist nicht verputzt. Vor der Westfassade befindet sich der mit einem achteckigen Pyramidendach gedeckte, wuchtige fünfgeschossige Turm. Schmale Schlitze in der Nordfassade des Turms (entsprechende Öffnungen in der Südfassade wurden später vermauert) deuten auf eine Schutzfunktion für die Dorfbevölkerung bei Angriffen hin. Im zweiten Obergeschoss des Turms war an der Westseite eine Uhr angebracht, im Geschoss darüber befinden sich drei Glocken. Teile der ursprünglichen Holztür im romanischen Westportal wurden in Kreuzform auf der modernen, gläsernen Eingangstür angebracht. Der Kirchsaal mit je drei Rundbogenfenstern an den Langhauswänden wird von einem Satteldach gedeckt, ihm schließt sich der etwas schmalere und niedrigere Choranbau an, der ebenfalls mit einem Satteldach versehen ist und dessen Wand im östlichen Giebel unter der Spitze in Fachwerk ausgeführt ist. Das Erdgeschoss des Turmes, das wohl ursprünglich als Taufkapelle diente, ist mit einem Kreuzgratgewölbe überwölbt, zwei Stufen führen durch einen Rundbogen in den Kirchsaal. 
Dieser präsentiert sich schlicht weiß verputzt (die Westwand zeigt das Bruchgestein der Außenwände) mit einem hölzernen Tonnengewölbe, der wiederum zwei Stufen ansteigende Chor ist durch einen Triumphbogen vom Schiff abgesetzt und wird durch das kleine Rundfenster von 1900 erhellt. Eine niedrige Kanzel befindet sich am linken Rand des Scheidbogens, ein einfacher Abendmahlstisch steht in der Mitte des Chors. Rechts befindet sich ein alter Taufstein aus Sandstein, wohl aus dem 13. Jahrhundert, der als Teil der ursprünglichen Ausstattung im Erdgeschoss des Turms untergebracht war. Über dem Triumphbogen wurde 1900 die Orgel der Firma Koch aus Barmen angebracht, was eine Verlegung des ursprünglichen Ofens und des Kamins erforderlich machte. Eine schmale Holztreppe führt auf die hölzerne Empore, auf der sich das Gestühl befindet, das beim Umbau 1900 aus dem Kirchenschiff hierher verbracht wurde.
Schon 1903 wurde das Gebäude von damaligen Landrat unter Denkmalschutz gestellt, 1988 wurde das Gebäude erneut in die Denkmalliste der Stadt Wuppertal eingetragen. Sie ist eine Predigtstätte der evangelisch-reformierten Kirchengemeinde Gruiten-Schöller im Kirchenkreis Niederberg der Evangelischen Kirche im Rheinland.

## Orgel

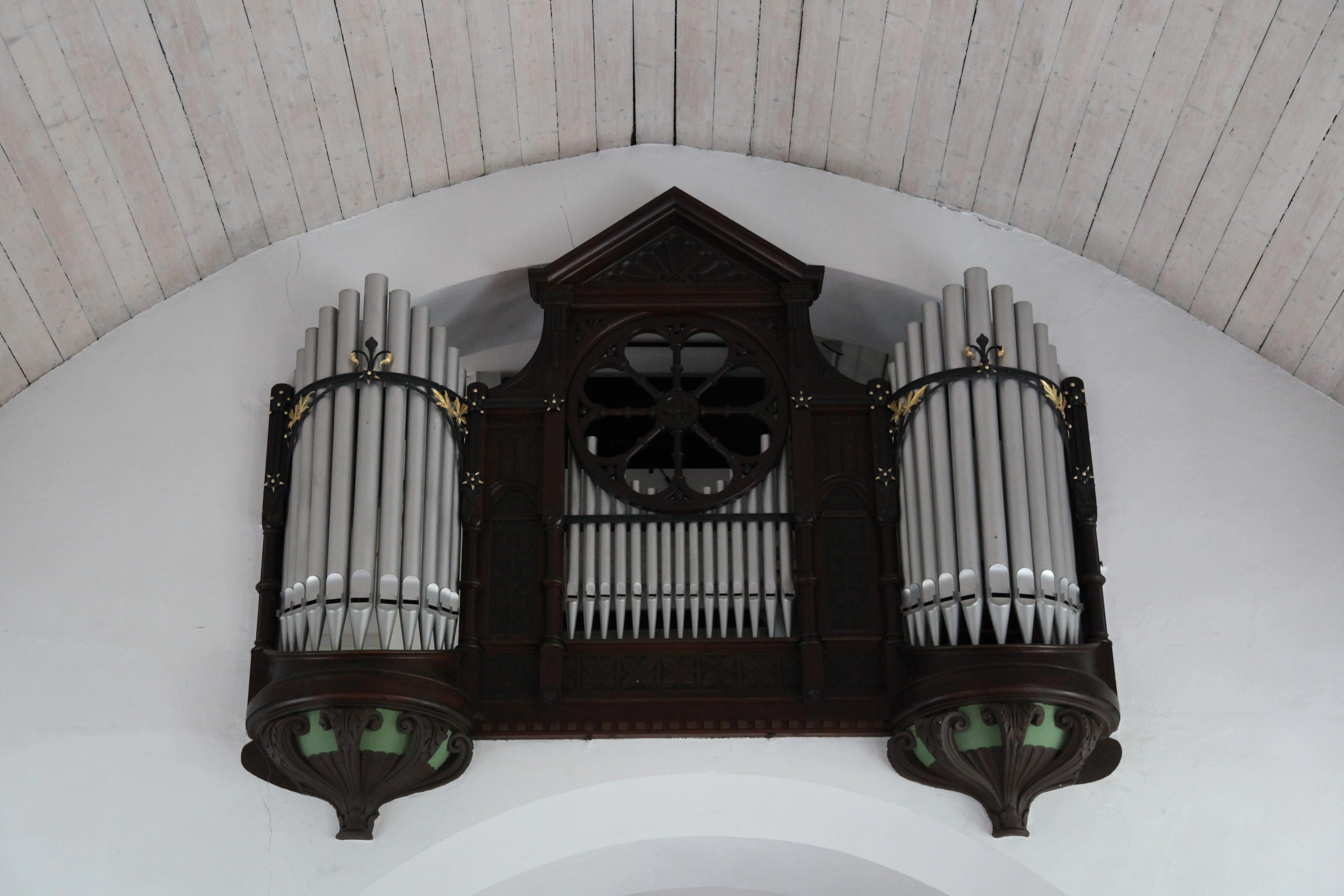
Der Orgelprospekt vom Kirchraum aus gesehen

Die ursprüngliche Koch-Orgel wurde im Jahr 1980 grundlegend umgebaut und modernisiert, auch wurde ein Offenbass-Register eingebaut. Heute verfügt sie über sieben Register auf einem Manual mit Pedal.
| Manualwerk C–c3 |              |       |
| 1.              | Gedeckt      | 8′    |
| 2.              | Principal    | 4′    |
| 3.              | Weidenpfeife | 4′    |
| 4.              | Spillpfeife  | 4′    |
| 5.              | Mixtur 3 f.  | 1 ⁄3′ |

| Pedal C–g1 |           |     |
| 6.         | Subbass   | 16' |
| 7.         | Offenbass | 8'  |

- Koppeln: Pedalkoppel